# Tarewe
Tarewe is een bestuurslaag in het regentschap Nias Selatan van de provincie Noord-Sumatra, Indonesië. Tarewe telt 684 inwoners (volkstelling 2010).